# Ocheyedan
Ocheyedan és una població dels Estats Units a l'estat d'Iowa. Segons el cens del 2000 tenia 536 habitants.

## Demografia
Segons el cens del 2000, Ocheyedan tenia 536 habitants, 223 habitatges, i 146 famílies. La densitat de població era de 178,4 habitants/km².
Dels 223 habitatges en un 29,6% hi vivien nens de menys de 18 anys, en un 59,6% hi vivien parelles casades, en un 4,9% dones solteres, i en un 34,1% no eren unitats familiars. En el 31,8% dels habitatges hi vivien persones soles el 17,5% de les quals corresponia a persones de 65 anys o més que vivien soles. El nombre mitjà de persones vivint en cada habitatge era de 2,4 i el nombre mitjà de persones que vivien en cada família era de 3,04.
Per edats la població es repartia de la següent manera: un 25,4% tenia menys de 18 anys, un 8% entre 18 i 24, un 25,9% entre 25 i 44, un 20,5% de 45 a 60 i un 20,1% 65 anys o més.
L'edat mediana era de 40 anys. Per cada 100 dones de 18 o més anys hi havia 92,3 homes.
La renda mediana per habitatge era de 31.513 $ i la renda mediana per família de 36.607 $. Els homes tenien una renda mediana de 29.464 $ mentre que les dones 16.944 $. La renda per capita de la població era de 14.554 $. Entorn del 5,3% de les famílies i el 4,8% de la població estaven per davall del llindar de pobresa.

## Poblacions més properes
El següent diagrama mostra les poblacions més properes.